# Vetëvendosje!

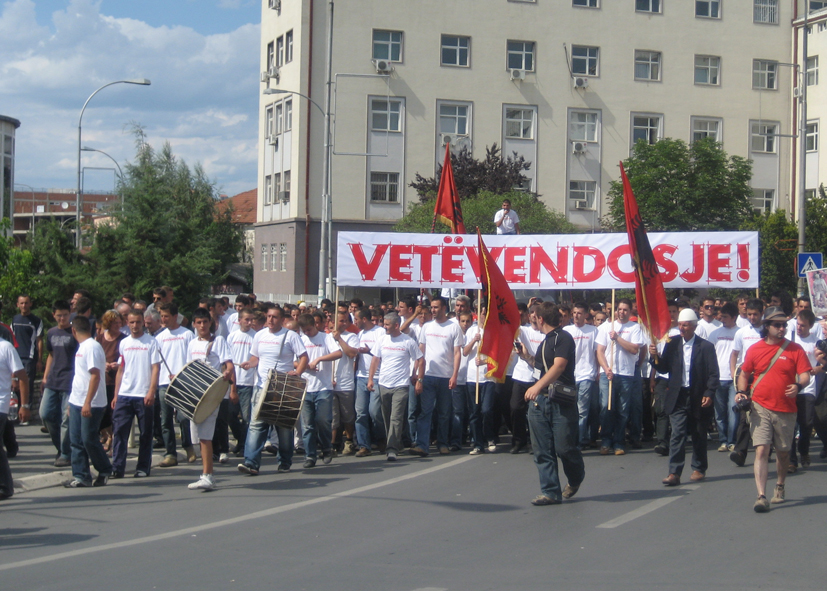
Demonstrace stoupenců hnutí v roce 2007 v Prištině.

Vetëvendosje! (v češtině doslova sebeurčení!) je kosovsko-albánská politická strana a hnutí. Staví se velmi kriticky k účasti mezinárodních institucí, které zajišťují současný status Kosova (OSN, EU a další). Evropskou misi EULEX považuje např. za koloniální správu Kosova.[zdroj?] Hnutí vzniklo v roce 2004 na protest proti Rezoluce Rady bezpečnosti OSN č. 1244. Přestože přivítalo vznik nezávislého kosovského státu v únoru 2008, stále odmítá pokračující vyjednávání mezi kosovskou vládou a Srbskem. Sloganem hnutí se stalo heslo "Jo Negociata - Vetëvendosje!" (Nevyjednávat – Sebeurčení!). Politicky se neorientuje ani na levou, ani na pravou stranu. Jeho dlouholetým předsedou je Albin Kurti.